# 藍月亮 (電視劇)
《藍月亮》（英語：The Harvest Moon），香港亞洲電視製作的校園青春電視劇，1990年1月9日首播。因為該劇主演羅頌華、容錦昌、袁潔儀等人都是當紅的兒童節目主持，所以該劇在青年人群體中較受歡迎，首播後曾收到大量觀衆的點播信件。該劇為羅頌華、萬綺雯首次擔正主角的作品。

## 劇情介紹
優秀學生阿Joe決心追求少女Eva。無奈，一次意外的誤會，讓他漸漸遠離了Eva，轉而與Michelle成為一對戀人。當他得知真相後，卻要面臨夾在兩個女人之間，難以抉擇的境地。而到了阿Joe發現自己真正喜歡的人是Eva的時候，卻不得不與Eva說再見。
該劇特色為，劇中運用大量的心理獨白，展現男主角複雜的心理轉變，以及劇中穿插不少當時的流行歌曲，適應劇情需要。其風格與麗的時期的《青春三重奏》、《甜甜廿四味》相似。

## 演員

### 凌家
- 羅頌華 飾 凌國輝（阿Joe）
- 煒　烈 飾 凌博山
- 梁淑莊 飾 歐陽月琴
- 林思敏 飾 凌瑞兒

### 楊家
- 袁潔儀 飾 楊益華（Eva）
- 蕭　亮 飾 華父
- 陳麗云 飾 蘭姨

### 學校
- 萬綺雯 飾 姚慧芝（Michelle）
- 容錦昌 飾 李彥明（Henry/低B）
- 李浩倫 飾 古向陽（神遊）
- 司徒慧焯 飾 凌敏（銀仔）
- 羅耀雄 飾 吳志威（作大）
- 陳巧儀 飾 李志莉（小花）
- 葉　霖 飾 李志英（大花）
- 吳秀芳 飾 馬小玲
- 鄧浩光 飾 黃光石
- 羅國輝 飾 貴Sir

### 其它
- 黃麗英 飾 Janet
- 陳十三 飾 少年
- 鄧德光

## 外部連結
- 八/九十年代亞視青春劇…藍月亮” （页面存档备份，存于）